# Jenna Welch
Jenna Louise Hawkins Welch (24 de julio de 1919 – 10 de mayo de 2019) fue madre de la primera dama de Estados Unidos Laura Bush.

## Biografía
Welch nació en Little Rock, Arkansas, siendo hija de Halsey Sinclair Hawkins (1894–1982) y Jessie Laura Sherrard (1898–1981). Pasó su crianza en El Paso, Texas.
Se casó con Harold Welch el 29 de enero de 1944, y se mudó a Midland, Texas. Tuvieron una hija, Laura Lane Welch, esposa de George W. Bush, nacida el 4 de noviembre de 1946.
Jenna trabajó como contadora en una empresa de construcción de viviendas de que era dirigida por su esposo Harold, Jenna trabajaba desde su residencia en Midland, Texas.

## Cáncer de mama
Hawkins fue diagnosticada con cáncer de mama en 1997 a los 78 años. Se sometió a una cirugía y estuvo libre del cáncer hasta su muerte en 2019. Su hija, Laura Bush, se convirtió en una activista contra el cáncer de mama en honor a su madre.